# Gerásimo do Jordão
Gerásimo do Jordão (em grego medieval: Γεράσιμος ὁ ἐν ᾿Ιορδάνῃ; m. 475) foi um monge, abade e santo cristão do século V. Nascido na província da Lícia, pertencia a uma família rica. Recebeu a tonsura monástica, retirando-se no deserto do Egito. Em torno de 450 o monge chega à Palestina onde, no rio Jordão, funda um mosteiro.
Por muito tempo foi influenciado pelas concepções cristológicas adotadas por Eutiques e Dióscoro de Alexandria, no entanto, por influência de Eutímio, o Grande, Gerásimo retoma a fé ortodoxa. Gerásimo foi adepto de um ascetismo muito rigoroso tendo ele, em certas ocasiões religiosas, ficado dias em jejum. Em toda Quaresma, Gerásimo partiu para o deserto acompanhado por seu discípulo São Ciríaco.
Rege a tradição que Gerásimo foi ajudado na realização de muitas tarefas por um leão. Quando Gerásimo faleceu conta-se que o leão logo pereceu e seu corpo foi sepultado próximo ao de Gerásimo. Desse modo, o leão é geralmente representado em seus ícones, a seus pés.

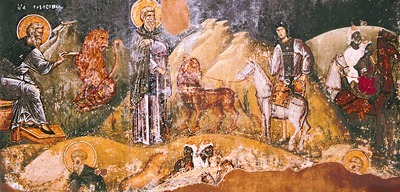
Afresco da Igreja de São Nicolau Órfano